# Candace Kucsulain
Candace Ryan Kucsulain (Anchorage, Alaska, Estados Unidos, 2 de agosto de 1980) es una músico estadounidense. Conocida actualmente por su nombre de matrimonio Candace Puopolo, es la vocalista de la banda de hardcore Walls of Jericho.

## Carrera musical
Kucsulain desde joven se sintió atraída por la música, cantando dos años en una banda de death metal/metalcore llamada Apathemy. Para el año 1998, asiste a una audición para Walls of Jericho, banda que buscaba vocalista para ese entonces. Candace es seleccionada y junto a la banda alcanza reconocimiento mundial.
Tras tres años de éxito, el 2001 la banda se toma un receso, durante el cual Candace contrae matrimonio con Frankie Puopolo, guitarrista de la banda Death Before Dishonor. La banda se reúne el año 2003 y con Candace como vocalista continúan haciendo música, con cuatro desde su reunión. Tras el descubrimiento de cáncer cerebral de su hermano, el año 2013 Candace comenzó a entrenar para dedicarse al levantamiento de pesas para juntar fondos y beneficios para niños con cáncer y enfermedades terminales.

## Discografía

### Walls of Jericho
Álbumes de estudio
- The Bound Feed the Gagged (1999)
- All Hail the Dead (2004)
- With Devils Amongst Us All (2006)
- The American Dream (2008)
- No One Can Save You from Yourself (2016)

EPs
- A Day and a Thousand Years (1999)
- From Hell (2006)
- Redemption (2008)

### Apathemy
Demos
- Apathemy (1998)
- Apathemy vs Counterfeit (1998)